# Александровка (Томашпольский район)
Алекса́ндровка (укр. Олекса́ндрівка) — село на Украине, находится в Томашпольском районе Винницкой области.
Код КОАТУУ — 0523980301. Население по переписи 2001 года составляет 657 человек. Почтовый индекс — 24220. Телефонный код — 4348.
Занимает площадь 3,05 км².

## Религия
В селе действует Крестовоздвиженский храм Томашпольского благочиния Могилёв-Подольской епархии Украинской православной церкви.

## Адрес местного совета
24220, Винницкая область, Томашпольский р-н, с. Александровка, ул. Пшеничнюка, 3